# Murla
Murla é um município da Espanha na província de Alicante, Comunidade Valenciana. Tem 5,81 km² de área e em 2021 tinha 549 habitantes (densidade: 94,5 hab./km²).

## Demografia
| Variação demográfica do município entre 1991 e 2004 | Variação demográfica do município entre 1991 e 2004 | Variação demográfica do município entre 1991 e 2004 | Variação demográfica do município entre 1991 e 2004 |
| --------------------------------------------------- | --------------------------------------------------- | --------------------------------------------------- | --------------------------------------------------- |
| 1991                                                | 1996                                                | 2001                                                | 2004                                                |
| 342                                                 | 332                                                 | 391                                                 | 482                                                 |